# 核小體

染色质的压缩模式

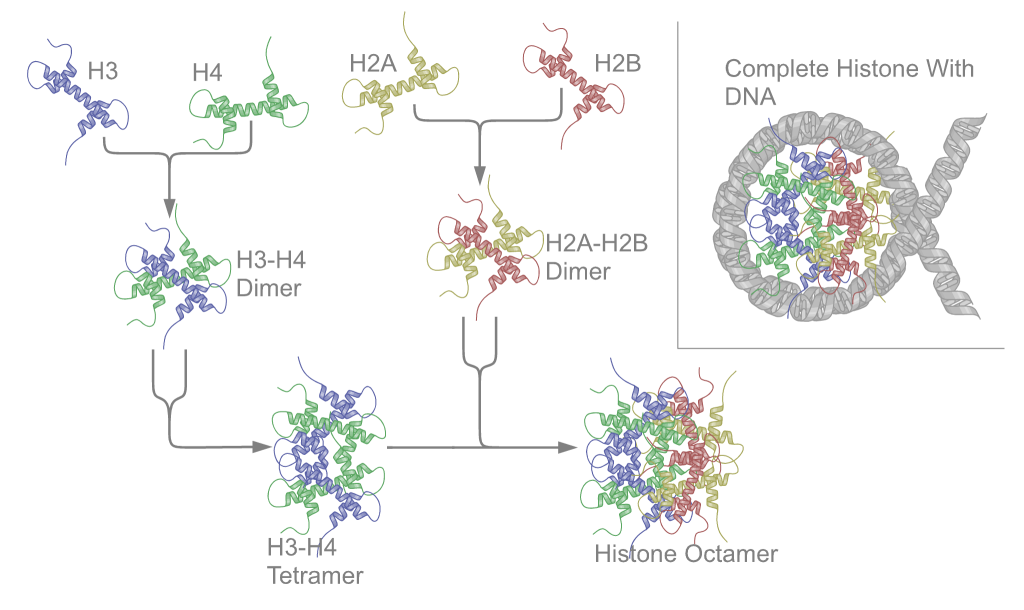
核小体的组成示意图

核小體（英語：Nucleosome，也译作核體或核仁小體）是組成真核生物染色質（除精子染色質外）的基本單位。
核小体是由DNA與4對組織蛋白（共8個）组成的複合物，其中有H2A和H2B的二聚體兩組以及H3和H4的二聚體兩組。另外還有一種H1負責連結兩個核小體之間的DNA。
核小體假說是在1974年，由Don Olins、Ada Olins與羅傑·科恩伯格等人首次提出的。